# Back from the Front
Back From the Front é um filme curta-metragem estadunidense de 1943, dirigido por Jules White. É o 70º filme de um total de 190 da série com os Três Patetas produzida pela Columbia Pictures entre 1934 e 1959.

## Enredo
Os Três Patetas se alistam na Marinha Mercante Americana durante a Segunda Guerra Mundial. Depois de sofrerem enjoos e Curly receber vários esguichos d'água vindos de uma escotilha, o trio tem um breve entrevero com o tenente Dungen (Vernon Dent), secretamente um espião nazista. Dungen dá a localização do navio a um submarino de seu país e esse dispara um torpedo para afundá-lo. O artefato atravessa o casco mas não explode. Contudo, os Patetas o tomam por uma baleia e pegam uma marreta para "matá-la", detonando o torpedo e afundando o navio. Eles sobrevivem e passam vários dias no mar, sendo puxados pelo seu pequeno cãozinho. Já com as barbas longas e famintos, eles avistam um navio e entram a bordo. Ao verem o nome, SS Schicklgruber, percebem tratar-se de um navio alemão e para se disfarçarem, pegam os trajes de marinheiros que desacordam. A bordo está o tenente Dungen que a princípio não os reconhece mas depois vai atrás deles quando avista o cãozinho. Os Patetas desacordam toda a tripulação e depois Moe se disfarça de Adolf Hitler e tenta fazer com que os oficiais disparem contra as próprias cabeças. O plano fracassa quando o "bigode" de Moe se descola, mas ao perseguirem os Três Patetas, os oficiais despencam para o mar.